# Chlorochrysa phoenicotis
La tangara verde, tangará esmeralda (en Colombia), tangara verde reluciente (en Ecuador) o tángara verde brillante (Chlorochrysa phoenicotis) es una especie de ave paseriforme de la familia Thraupidae, perteneciente al género Chlorochrysa. Es nativa del noroeste de Sudamérica.

## Distribución y hábitat
Se distribuye por la pendiente del Pacífico de los Andes occidentales
de Colombia (al sur desde Antioquia y Chocó) y Ecuador (hasta El Oro), también en la parte norte de los Andes centrales de Colombia (en Antioquia).
Esta especie es considerada bastante común en sus hábitats naturales: los bosques húmedos de montaña, abundantes en musgos y clareras adyacentes, principalmente entre los 1000 y 2000 m de altitud.

## Descripción
Es pequeña, mide 12,5 cm de longitud. Los machos tienen el plumaje de color verde esmeralda brillante casi en su totalidad, con pequeñas manchas grises, una detrás de cada ojo, otra debajo de él, y otra más en los hombros. Las hembras son de tonos verdes más apagados.

## Sistemática

### Descripción original
La especie C. phoenicotis fue descrita por primera vez por el zoólogo francés Charles Lucien Bonaparte en 1851 bajo el nombre científico Calliste phoenicotis; su localidad tipo es: «Nanegal, Ecuador».

### Etimología
El nombre genérico masculino «Chlorocrysa» se compone de las palabras griegas «khlōros»: verde, y «khrusos»: dorado; en referencia al colorido de las especies; y el nombre de la especie «phoenicotis» se compone de las palabras del griego «phoinix»: carmesí, rojo, y «ōtis»: de orejas.

### Taxonomía
Los amplios estudios filogenéticos recientes demuestran que la presente especie es hermana del par formado por Chlorochrysa calliparaea y C. nitidissima. Es monotípica.